# Анскулинг
Анску́линг (англ. unschooling; от англ. un- «не» + schooling «обучение в школе»), или бесшко́льное обуче́ние — философия и практика образования, основанная на важности соблюдения в первую очередь интересов ребёнка, когда ребёнок обучается без отрыва от семьи, основываясь на опыте своей повседневной жизни.
По некоторым оценкам, в США приблизительно 2 миллиона школьников обучаются на дому и из них, 10 % придерживается философии анскулинга. Анскулинг законодательно закреплён во всех 50 штатах США.
Анскулинг — это один из вариантов домашнего обучения. Иногда их противопоставляют, так как последнее, в отличие от анскулинга, подразумевает следование школьной или иной программе.
Анскулеры не отвергают высшее образование, так как не находят в нём тех недостатков, какие они видят в школьном образовании.

## История
Термин «анскулинг» придумал в 1970-х годах и использовал педагог Джон Холт, известный как «отец» домашнего обучения (англ. homeschooling).
Несмотря на то, что часто анскулинг рассматривают как вариант домашнего обучения, философия анскулеров может быть отлична от философии последних, потому что последние скорее адепты школьной программы.

## Аргументы анскулеров
- Школа отбивает естественное стремление человека к знаниям (любознательность), подменяя его дисциплиной и стремлением получать хорошие отметки[7].
- В школе не происходит нормальная социализация, так как школьное сообщество не построено так, как построено нормальное сообщество. Социализация подменяется «социальным дарвинизмом» («выживает сильнейший») либо дисциплиной учителей. Также школьники не могут дозировать общение, так как постоянно находятся в обществе других детей[7].
- Постоянное принуждение к учёбе отбивает не только желание, но и умение самостоятельно учиться, ставить себе задачи и решать их, даже при желании это делать. Это затрудняет обучение в институтах, а выпускникам школ — научную работу[8].